# Ischnopteris dispar
Ischnopteris dispar là một loài bướm đêm trong họ Geometridae.